# جائزة موناكو الكبرى 1955
جائزة موناكو الكبرى 1955 هو سباق فورمولا 1 أقيم بتاريخ 22 مايو 1955 في حلبة موناكو. كان الثاني من أصل 7 في بطولة العالم لسباقات الفورمولا واحد موسم 1955. حلّ الفرنسي موريس ترنتينيان أولا.

## الترتيب النهائي
|         | الترتيب | السائق                 | النقاط |
| ------- | ------- | ---------------------- | ------ |
| 1       | 1       | موريس ترنتينيان        | 11 1⁄3 |
| 1       | 2       | خوان مانويل فانجيو     | 10     |
| 1       | 3       | جوزيبي فارينا          | 6 1⁄3  |
| 10      | 4       | أوجينيو كاستيلوتي      | 6      |
| 1       | 5       | خوسيه فرويلان غونزاليس | 2      |
| المصدر: |         |                        |        |